# (26171) 1996 BY2
1996 بي واي 2 (ويعرف أيضًا باسم (26171) 1996 بي واي 2 وفق تسمية الكوكب الصغير) (بالإنجليزية: 1996 BY2)‏ هو كويكب ضمن حزام الكويكبات؛ وترتيبه 26171 من حيث الاكتشاف.
اكتُشف هذا الجُرم الفلكي بواسطة Kin Endate ‏ في 17 يناير 1996.

## وصلات خارجية
- (26171) 1996 BY2 في قاعدة بيانات مختبر الدفع النفاث لأجرام النظام الشمسي الصغيرة

- الاكتشاف · مخطط المدار ·  العناصر المدارية · المعلمات المادية

- (26171) 1996 BY2 على موقع ويكي سكاي: DSS2, SDSS, GALEX, IRAS, Hydrogen α, X-Ray, Astrophoto, Sky Map, Articles and images